# Pobè
Pobè es una comuna beninesa, chef-lieu del departamento de Plateau.
En 2013 tiene 123 677 habitantes, de los cuales 49 232 viven en el arrondissement de Pobè.
Se ubica sobre la carretera RN3, unos 50 km al norte de Porto Novo. Su territorio es fronterizo al este con Nigeria.

## Subdivisiones
Comprende los siguientes arrondissements:
- Ahoyéyé
- Igana
- Issaba
- Pobè
- Towé